# Regência de Gayo Lues
Gayo Lues é um distrito localizado na província de Achém, na Indonésia. O governo distrital e sua capital estão na cidade de Blangkejeren.Este distrito originou-se da expansão da Regência Sudeste de Achém de 57% de seu território em 2002 para formar o distrito de Gayo Lues.